# Underhuset (Canada)
Underhuset (fransk: Chambre des communes; engelsk: House of Commons) er det dominerende kammer i Canadas parlament.
Lovforslag skal vedtages af begge kamre, men det er yderst sjældent, at Senatet forkaster lovforslag, som Underhuset har vedtaget.
Aktuelle pladser (2020):
| Politiske partier                | Antal pladser |
| Liberal Party of Canada          | 156           |
| Konservative Folkeparti i Canada | 121           |
| Bloc Québécois                   | 32            |
| Nye Demokratiske Parti           | 24            |
| Green Party of Canada            | 3             |
| Løsgængere                       | 2             |
| Total                            | 338           |

Canadas regering, der ledes af en premierminister er kun afhængig af Underhusets tillid.